# Carteia
Carteia es un yacimiento arqueológico de la provincia de Cádiz, declarado bien de interés cultural en 1968. Situado en el término municipal de San Roque, concretamente en el polígono industrial de Guadarranque, tiene una posición estratégica dentro de la bahía de Algeciras. De origen púnico, pasó a ser en época romana la Colonia Libertinorum Carteia, primera colonia latina establecida fuera de suelo itálico, constatándose su abandono a fines del siglo V o principios del VI, momento en que se instalan en Carteia los visigodos y más tarde estuvo en manos musulmanas. 
Según relata Livio en uno de sus escritos, el antiguo asentamiento púnico pasó a convertirse Colonia Libertinorum Carteia en el año 171 a. C., cuando allí se establecieron más de 4000 hombres, hijos de soldados romanos y mujeres hispanas. La última ocupación corresponde a fines del siglo XVI, momento en el que se erige la Torre del Rocadillo, almenara de vigilancia costera.
Pertenece a la Red de Espacios Culturales de Andalucía.
Aunque despoblada desde el siglo VII, la ciudad de Carteia fue siempre un lugar en que se reconocían los restos de una gran urbe, como sabemos por las descripciones de época medieval y moderna. Desde el siglo XVI en que estudiosos como Lorenzo de Padilla y en especial el gibraltareño Hernández del Portillo identificaron los restos de la desembocadura del Guadarranque con la Carteia de las fuentes clásicas, las ruinas fueron visitadas y admiradas por eruditos de la zona y por diversos viajeros, entre los que destaca Richard Ford. Como fruto de esas visitas, contamos hoy con una rica información textual y sobre todo gráfica –mapas, grabados y fotografías después– de la ciudad, aunque sin duda tuvieron también el efecto negativo del expolio continuado protagonizado, en especial, por los británicos instalados en el Peñón. 

## Intervenciones arqueológicas

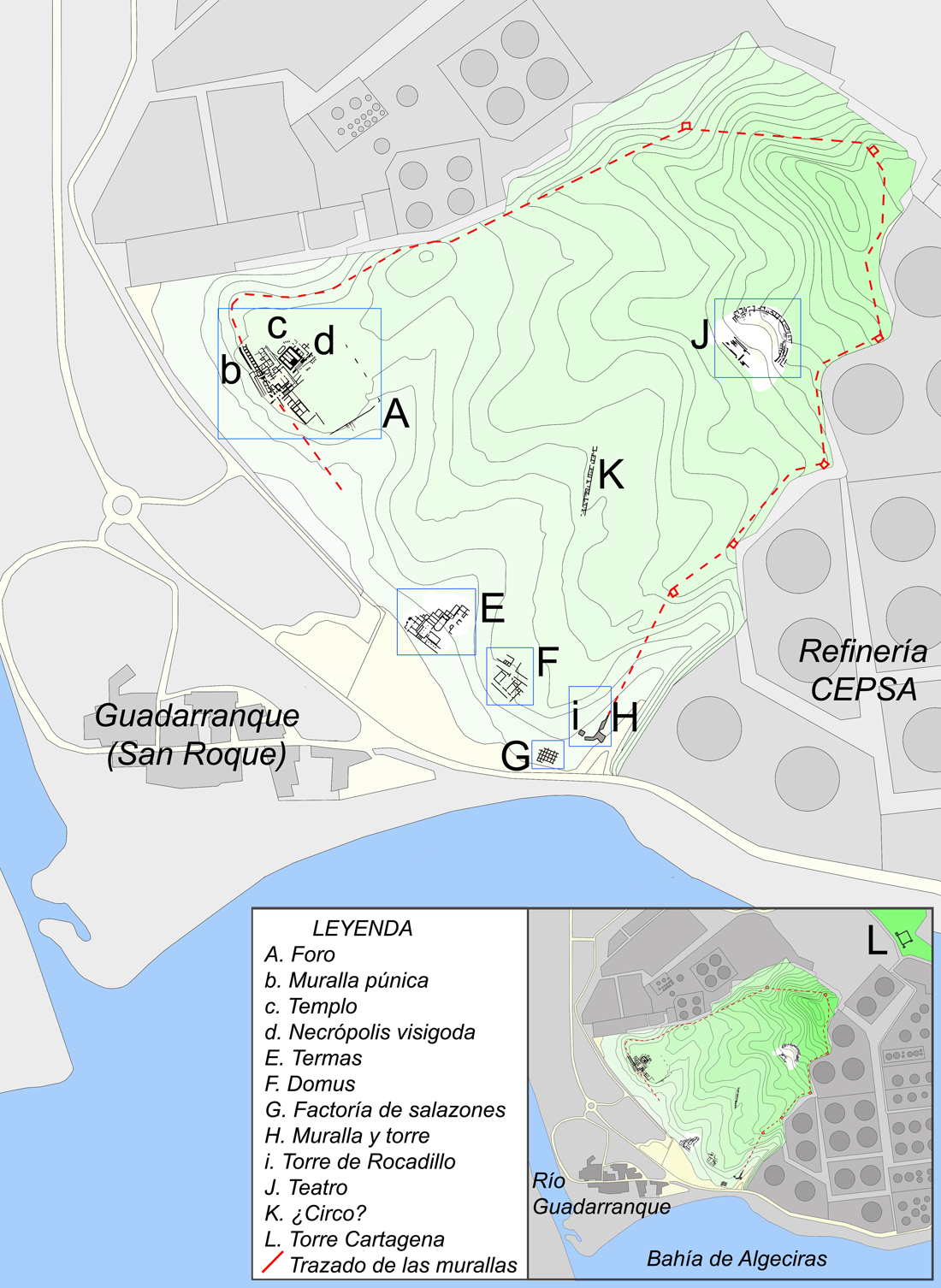
Plano del yacimiento.

Las primeras excavaciones se produjeron en la década de 1950 por Julio Martínez Santaolalla, pero fue en los años 1960 cuando se delimita el perímetro de la muralla debido a la construcción de la refinería de Gibraltar-San Roque en terrenos próximos al yacimiento y que amenazaba con destruir los restos, a partir de estas primeras catas el arqueólogo Pellicer situó el origen de la ciudad en el siglo III a. C.; sin embargo posteriores intervenciones (entre 1965 y 1970) localizaron niveles ibéricos en la zona monumental. 
Desde 1971 hasta 1985 se continuaron las excavaciones, esta vez en el foro, templo y termas bajo la dirección del profesor Francisco Presedo de la Universidad de Sevilla. 
Desde 1994 hasta nuestros días se vienen realizando trabajos en la zona que pretenden ampliar la superficie excavada fuera del foro, termas y el teatro.

## Época púnica (sigloIVa.C.)
Los restos se localizan en la zona oriental del foro, se trata de dos lienzos separados entre sí unos 3 metros realizados con una técnica similar a los de otros yacimientos de la misma época en el norte de África, sillares cuadrados, almohadillados y unidos entre sí mediante engatillados. Se trata de una muralla de casamatas que sigue unas pautas arquitectónicas púnico-helenísticas que han podido documentarse en otras ciudades púnicas peninsulares como el Castillo de Doña Blanca (El Puerto de Santa María, Cádiz) o Cartagena (Murcia). Esta potente refortificación de la ciudad está en directa relación con el conflicto romano-cartaginés de la II Guerra Púnica, entre los años 218 y 201 a. C.
En el territorio de la ciudad se constata en esta fase una fuerte jerarquización de los asentamientos y una progresiva territorialización de la ciudad púnica a través de la creación de nuevos enclaves situados junto a importantes vías terrestres o marítimas, como el Monte de la Torre (Los Barrios), el Cerro de los Infantes (San Roque) o la torre vigía de Cala Arena (Algeciras).

## Época romana (a partir de 171a.C.)

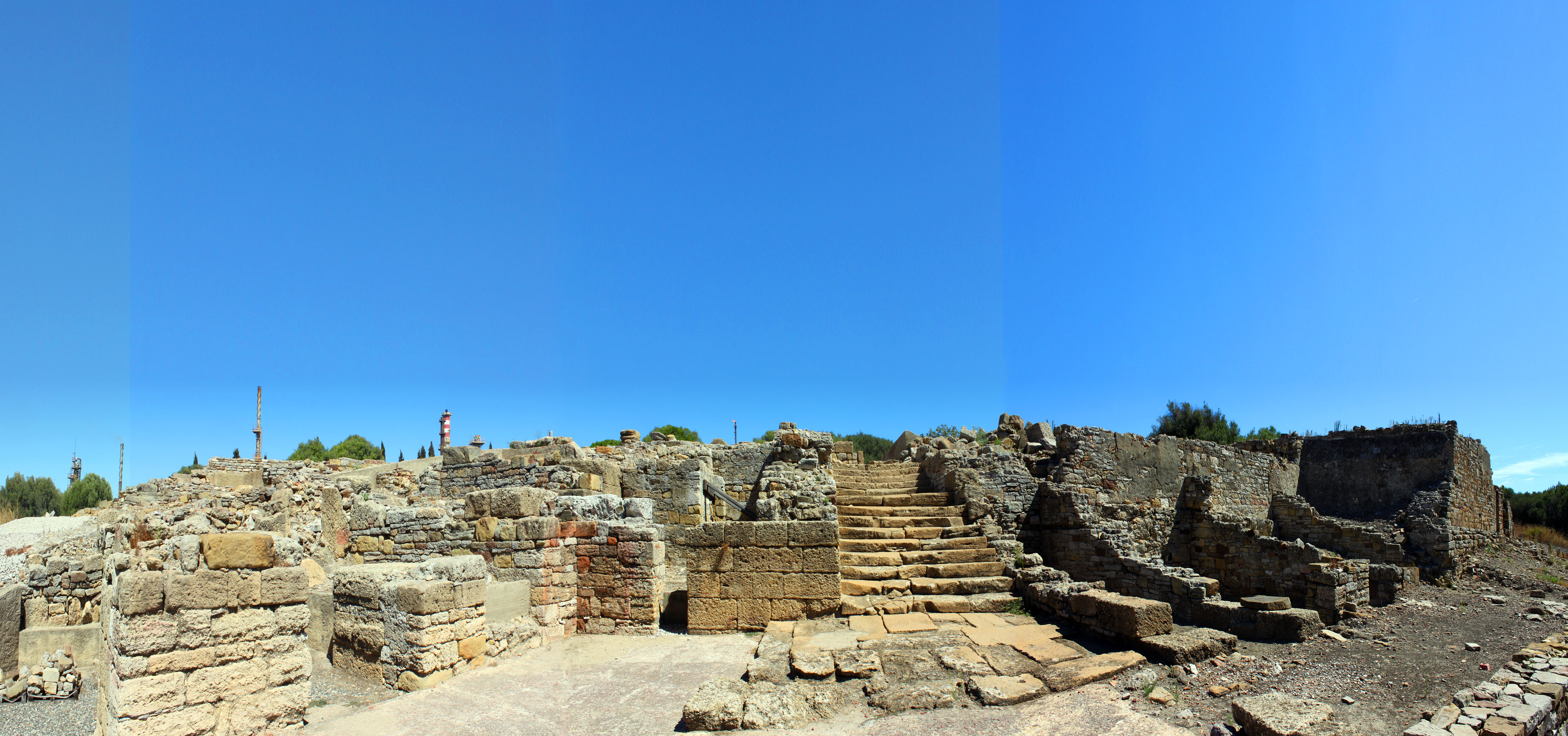
Vista del acceso sudoccidental del foro. A la derecha la domus republicana, en el centro la escalinata monumental y a la derecha las tabernae y un edificio monumental augústeo.

### Según Tito Livio
En 171 a. C. una legación de 4000 hombres, de un "tipo nuevo", se presentó frente al senado romano para pedir el reconocimiento de su estatus jurídico, eran hijos de soldados romanos y de mujeres hispanas. Tal situación representaba un limbo jurídico, y esto obligó al senado romano a improvisar una solución. Se encomendó al pretor Lucio Canuleyo recogiese sus nombres y los manumitiese. Aunque en el texto se habla de manumitir, estos hombres no eran esclavos, pero se les concedió tal condición porque es más fácil llegar a ser ciudadano latino desde la esclavitud que desde la no ciudadanía. Fue una ficción jurídica improvisada que, además, saltó una generación ya que se les consideró libertini (hijo de liberto) y no liberto simplemente. Al ser hijos de libertos ya podían ser ciudadanos latinos. Carteia es la primera colonia latina fuera de Italia que se conoce.

### Foro

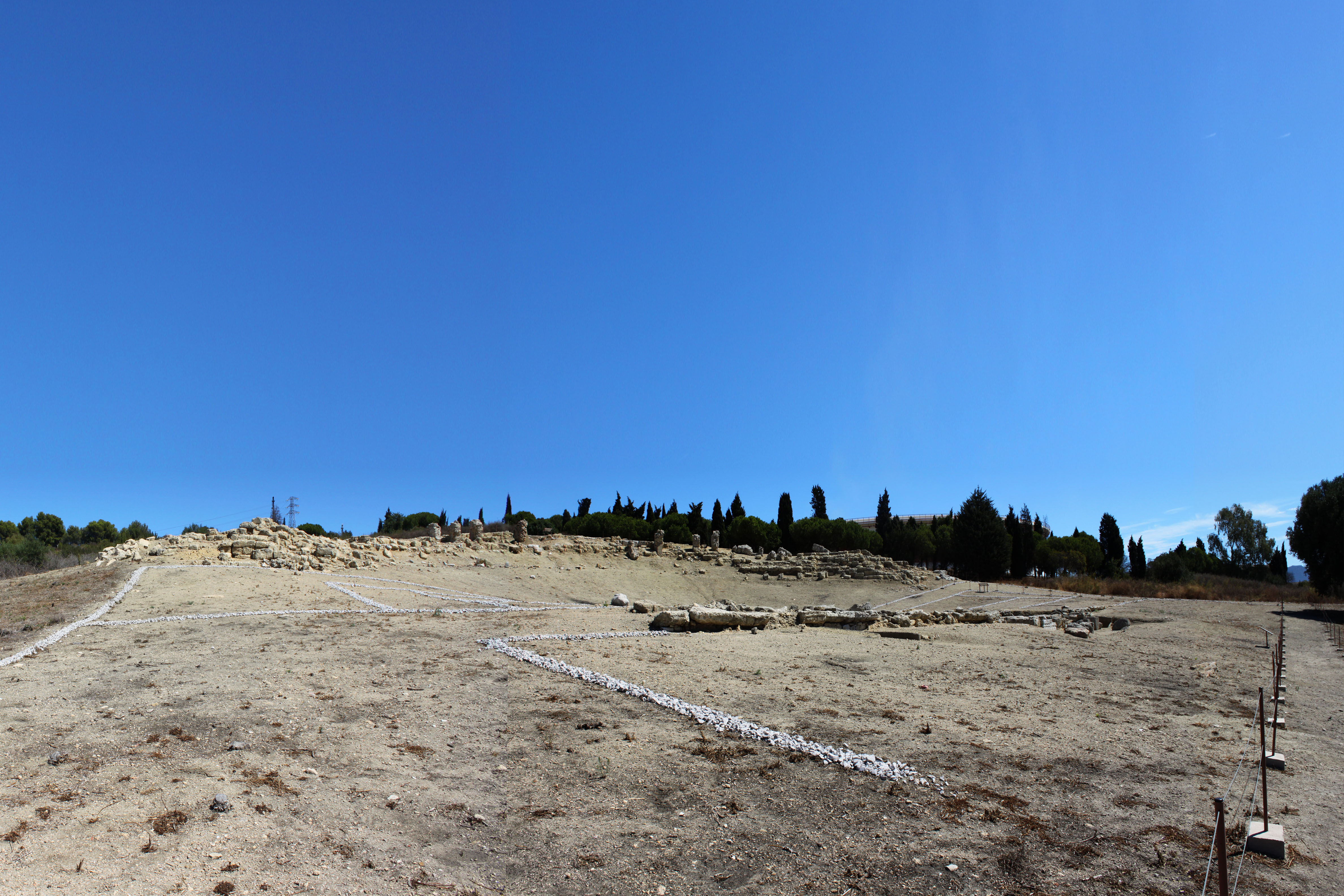
Vista del teatro tras su puesta en valor.

En la parte alta del foro se encuentra el templo del que solo se conserva el podio cuadrangular de 18 metros de lado, durante las excavaciones se localizaron varios elementos arquitectónicos tales como columnas estriadas, capiteles corintios, prótomos de toro y cornisas decoradas con elementos vegetales.
A los pies del templo se encuentran las tabernae, espacios cerrados que se han interpretado como establecimientos comerciales. El resto del foro se encuentra sin excavar por encontrarse sobre este el Cortijo de Rocadillo.

### Teatro
Aunque aún permanezca en su mayor parte bajo tierra algunas estructuras pueden identificarse a simple vista, según parece su tamaño debe ser mayor que el de otros teatros de la Bética como pueden ser el de Malaca, Itálica o Baelo e incluso comparable al de Mérida Se conserva la scaena y dos tercios del graderío.

### Termas

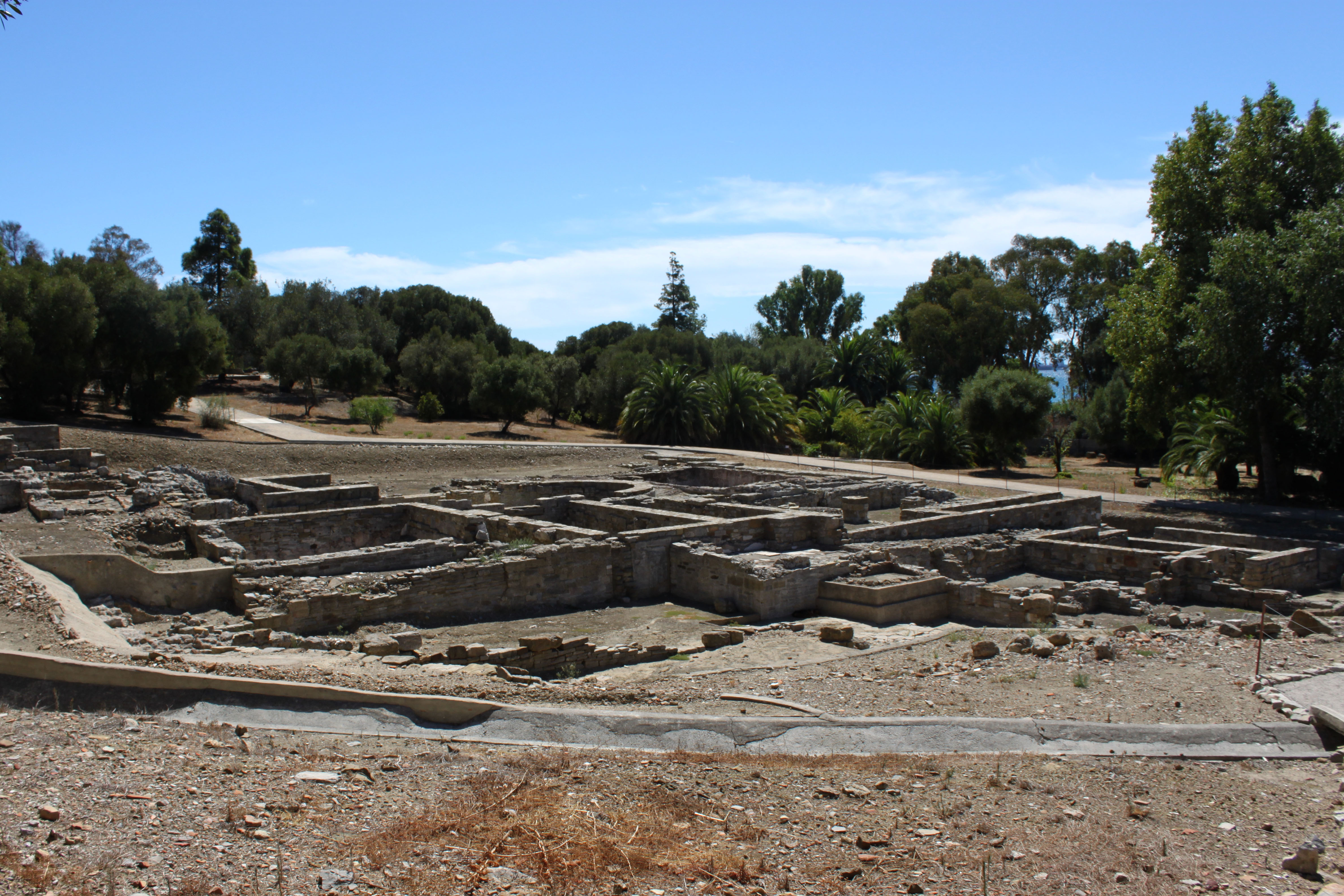
Termas de Carteia.

Se han localizado el caldarium, tepidarium y una natatio o piscina. Son perfectamente identificables las columnas del hypocaustum por donde circulaba el aire caliente del tepidarium.

### Murallas
Se han constatado diferentes fases constructivas debido a la reutilización de la muralla en diferentes épocas, la más antigua es de origen púnica, siendo la mejor conservada de la península aunque en algunas zonas se localizaron en los años setenta cerámica ibérica.
La muralla se halla hoy día destruida o cubierta de vegetación (que se está excavando) y no es identificable a simple vista en la mayor parte del perímetro, según planos levantados en los años sesenta poseía torres de planta cuadrada en tramos por toda su longitud.

### Torre Cartagena
Aunque es probable que corresponda a cierta porción del recinto amurallado prerromano, la construcción que hoy vemos es totalmente del Medievo, cuando actuaba como torre almenara.

## Edad Media (a partir delsigloVI)
De época visigoda se localizan una serie de tumbas realizadas con material de edificios anteriores en los alrededores del templo, probablemente la presencia en esta época sea muy reducida.
Con la llegada de Tárik en el 711 se edifica una mezquita en el interior de la ciudad, aunque no se conserva evidencia física de la misma, solo escrita:
"Y al Este de Algeciras (Madinat al Yazira) hay una mezquita que dicen la construyó uno de los amigos del Profeta -la bendición y la paz de Dios con él- o uno de sus seguidores. Es la primera mezquita que los musulmanes construyeron en al-Andalus. El lugar sobre el que ésta se levanta se le conoce con el nombre de Carteia (Qartayana). Y cuando las gentes de Al-Yazira se vieron afectadas por una gran sequía, se fueron allí (a la mezquita) a pedir la lluvia y la obtuvieron"
En cualquier caso, cuando los árabes llegaron, la ciudad ya se encontraba en avanzado estado de decadencia, y la fundación de Algeciras y de Gibraltar supondría su definitivo final como urbe. Con la llegada de los meriníes, se edifica en la parte superior del promontorio donde Carteia se asentaba la almenara de turrus Qartayanna, que pasaría a conformar un hisn del que aún se conservan algunas partes (incluidas actualmente dentro del complejo de la refinería cepsa) y que ha llegado a nuestros días con el nombre de torre Cartagena.